# ビマエル・マシン
- ビメール・マシン

ビマエル・マシン（Vimael Machín, 1993年9月25日 - ）は、プエルトリコのウマカオ出身のプロ野球選手（内野手）。右投左打。メキシカンリーグのハリスコ・ホースメン所属。

## 経歴

### プロ入り前
2011年のMLBドラフト29巡目（全体893位）でサンディエゴ・パドレスから指名されたが、この時は契約せずにバージニア・コモンウェルス大学へ進学した。

### プロ入りとカブス傘下時代
2015年のMLBドラフト10巡目（全体293位）でシカゴ・カブスから指名され、プロ入り。契約後、傘下のA-級ユージーン・エメラルズでプロデビュー。A級サウスベンド・カブスでもプレーし、2球団合計で44試合に出場して打率.179、10打点、2盗塁を記録した。
2016年はA-級ユージーン、A級サウスベンド、AAA級アイオワ・カブスでプレーし、3球団合計で49試合に出場して打率.267、17打点、5盗塁を記録した。
2017年はA級サウスベンドとA+級マートルビーチ・ペリカンズでプレーし、2球団合計で117試合に出場して打率.303、11本塁打、72打点、4盗塁を記録した。
2018年はA+級マートルビーチとAA級テネシー・スモーキーズでプレーし、2球団合計で112試合に出場して打率.217、7本塁打、42打点、3盗塁を記録した。
2019年はAA級テネシーとAAA級アイオワでプレーし、2球団合計で129試合に出場して打率.295、7本塁打、65打点、8盗塁を記録した。

### アスレチックス時代
2019年12月12日にルール・ファイブ・ドラフトでフィラデルフィア・フィリーズから指名を受け、さらに金銭トレードによってオークランド・アスレチックスへ移籍した。
2020年は開幕をメジャーで迎え、7月26日のロサンゼルス・エンゼルス戦でメジャーデビュー。この年メジャーでは24試合に出場して打率.206を記録した。
2021年は15試合に出場して打率.125、1打点だった。
2022年4月4日にマイナー契約となって傘下のAAA級ラスベガス・アビエイターズへ配属された。シーズン開幕後の6月30日にメジャー契約を結んでアクティブ・ロースター入りした。この年は自己最多の73試合に出場したが、オフの12月12日にDFAとなり、16日にウェイバー公示を経て、再びAAA級ラスベガスに配属されたが、20日にFAとなった。

### フィリーズ傘下時代
2023年1月10日にフィラデルフィア・フィリーズとマイナー契約を結んだ。また3月に開催された第5回ワールド・ベースボール・クラシック（WBC）にプエルトリコ代表として出場した。シーズンはAAA級リーハイバレー・アイアンピッグスで開幕を迎え、52試合に出場して打率.235、4本塁打、21打点を記録したが、6月13日に自由契約となった。

### メキシカンリーグ時代
2023年6月20日にリーガ・メヒカーナ・デ・ベイスボル（メキシカンリーグ）のグアダラハラ・マリアッチスと契約を結んだ。40試合に出場して打率.338、4本塁打、21打点を記録した。
2024年4月4日にメキシカンリーグのハリスコ・ホ－スメンと契約を結んだ。

## 詳細情報

### 年度別打撃成績
| 年 度    | 球 団    | 試 合 | 打 席 | 打 数 | 得 点 | 安 打 | 二 塁 打 | 三 塁 打 | 本 塁 打 | 塁 打 | 打 点 | 盗 塁 | 盗 塁 死 | 犠 打 | 犠 飛 | 四 球 | 敬 遠 | 死 球 | 三 振 | 併 殺 打 | 打 率 | 出 塁 率 | 長 打 率 | O P S |
| -------- | -------- | ----- | ----- | ----- | ----- | ----- | -------- | -------- | -------- | ----- | ----- | ----- | -------- | ----- | ----- | ----- | ----- | ----- | ----- | -------- | ----- | -------- | -------- | ----- |
| 2020     | OAK      | 24    | 71    | 63    | 11    | 13    | 2        | 0        | 0        | 15    | 0     | 0     | 0        | 0     | 0     | 8     | 0     | 0     | 10    | 4        | .206  | .296     | .238     | .534  |
| 2021     | OAK      | 15    | 37    | 32    | 1     | 4     | 0        | 0        | 0        | 4     | 1     | 0     | 0        | 2     | 0     | 3     | 0     | 0     | 10    | 2        | .125  | .200     | .125     | .325  |
| 2022     | OAK      | 73    | 253   | 223   | 26    | 49    | 12       | 0        | 1        | 64    | 13    | 1     | 1        | 0     | 3     | 25    | 0     | 2     | 47    | 6        | .220  | .300     | .287     | .587  |
| MLB：3年 | MLB：3年 | 112   | 361   | 318   | 38    | 66    | 14       | 0        | 1        | 83    | 14    | 1     | 1        | 2     | 3     | 36    | 0     | 2     | 67    | 12       | .208  | .290     | .261     | .551  |

- 2022年度シーズン終了時

### WBCでの打撃成績
| 年 度 | 代 表        | 試 合 | 打 席 | 打 数 | 得 点 | 安 打 | 二 塁 打 | 三 塁 打 | 本 塁 打 | 塁 打 | 打 点 | 盗 塁 | 盗 塁 死 | 犠 打 | 犠 飛 | 四 球 | 敬 遠 | 死 球 | 三 振 | 併 殺 打 | 打 率 | 出 塁 率 | 長 打 率 |
| ----- | ------------ | ----- | ----- | ----- | ----- | ----- | -------- | -------- | -------- | ----- | ----- | ----- | -------- | ----- | ----- | ----- | ----- | ----- | ----- | -------- | ----- | -------- | -------- |
| 2023  | プエルトリコ | 4     | 11    | 9     | 3     | 2     | 0        | 0        | 0        | 2     | 0     | 0     | 0        | 0     | 0     | 2     | 1     | 0     | 1     | 0        | .222  | .364     | .222     |

### 背番号
- 39（2020年 - 2021年途中）
- 31（2021年途中 - 2022年）